# Latastia
Genre
Latastia est un genre de sauriens de la famille des Lacertidae.

## Répartition
Les dix espèces de ce genre se rencontrent en Afrique subsaharienne.

## Liste des espèces
Selon The Reptile Database (1 avril 2015) :
- Latastia boscai Bedriaga, 1884
- Latastia caeruleopunctata Parker, 1935
- Latastia cherchii Arillo, Balletto & Spano, 1967
- Latastia doriai Bedriaga, 1884
- Latastia johnstonii Boulenger, 1907
- Latastia longicaudata (Reuss, 1834)
- Latastia ornata Monard, 1940
- Latastia petersiana (Mertens, 1938)
- Latastia siebenrocki (Tornier, 1905)
- Latastia taylori Parker, 1942

## Publication originale
- Bedriaga, 1884 : Die neue Lacertiden-Gattung Latastia und ihre Arten. Annali del Museo Civico di Storia Naturale Giacomo Doria, vol. 20, p. 307-324 (texte intégral).